# Ambitious! Yashinteki de Ii Jan
«Ambitious! Yashinteki de Ii Jan» es la trigésima canción del grupo J-pop Morning Musume. Fue Lanzado el 21 de junio de 2006. Éste es el último sencillo para Asami Konno y Makoto Ogawa debido a sus graduaciones, después lo cual Sayumi Michishige y Risa Niigaki tomaron sus solos en los conciertos de la canción.

## Lista de canciones

### CD
1. "Ambitious! Yashinteki de Ii Jan" (Ambitious！野心的でいいじゃん It's Good to be Ambitious! ?)
2. "Watashi ga Tsuiteru." (わたしがついてる。 I'll Follow You?)
3. "Ambitious! Yashinteki de Ii Jan" (Instrumental)

### Lista de canciones de la edición limitada en DVD
Conciertos de Morning Musume Concert Tour 2006 Haru ~Rainbow Seven~: 
1. 青空がいつまでも続くような未来であれ！ (Aozora ga Itsumademo Tsuzuku You na Mirai de Are!)
2. SEXY BOY ～そよ風に寄り添って～ (SEXY BOY ~Soyokaze ni Yorisoutte~)
3. メンバーコメント (Comentarios de cada miembro)

### Single V DVD
1. "Ambitious! Yashinteki de Ii Jan"
2. "Ambitious! Yashinteki de Ii Jan" (Dance Shot Ver.)
3. "Making Of" (メイキング映像?)